# 松江安見
松江 安見（まつえ やすみ、弘化元年1月13日（1844年2月1日） - 明治22年（1889年）3月4日）は、日本の医師。石川県白山市（旧松任市）出身。石川県で初めて篤志解剖を行った。

## 生涯
石川郡徳丸村（現白山市徳丸町）で父安右ェ門、母ヒナの長男として生まれる。松江家は徳丸村宮井甚平家の分家にあたる。宮井家は地方きっての豪農で、藩政中期より1870年（明治3年）まで村肝煎を勤めた家柄であった。甚平の二男が分家し松江安右エ門と名乗ったのが松江家の初代である。安右エ門には安見、安茂、陳好、甚作、兵二、安仁、嘉平、昇、意之の9人の子があった。
松江安見は若くして医学の道を志し、金沢医学所で、漢方医学を大益良吉に、西洋医学を石川孝恭に学んだ。
医学所では物理学、組織学、薬剤学、病体解剖学、臨床学を学び、天文学や算術は大野弁吉に教えを受けたと言われる。
その後、徳丸の自宅で開業したが、1880年（明治13年）、彼が37歳の時に石川県病院布達出願手続きが定められたのを機に、松江医院を病院に改めた。これは石川郡での病院の嚆矢とされる。
松江安見は1886年（明治19年）、松任町八ツ矢町（現白山市八ツ矢町）に病院を移転するまでの7年間この地で診療に専念し、安茂、甚作、兵二、意之（高橋道子の祖父）の4人の弟を医師として育てた。その内末弟の意之は、松任町中町（現白山市中町）にて松江医院を開業し、意之の長男常行はその意思を継ぎ、第二次世界大戦後まで町医者として貢献した。
また、同じ徳丸村の藤常什（増田）村本兵之助、真沢七三郎も医師として育て、藤本藤右ェ門、杉本久兵衛の両人を眼科医に育てた。皇国地誌によれば、当時徳丸村は戸数49戸、人口216人となっている。

## 解剖

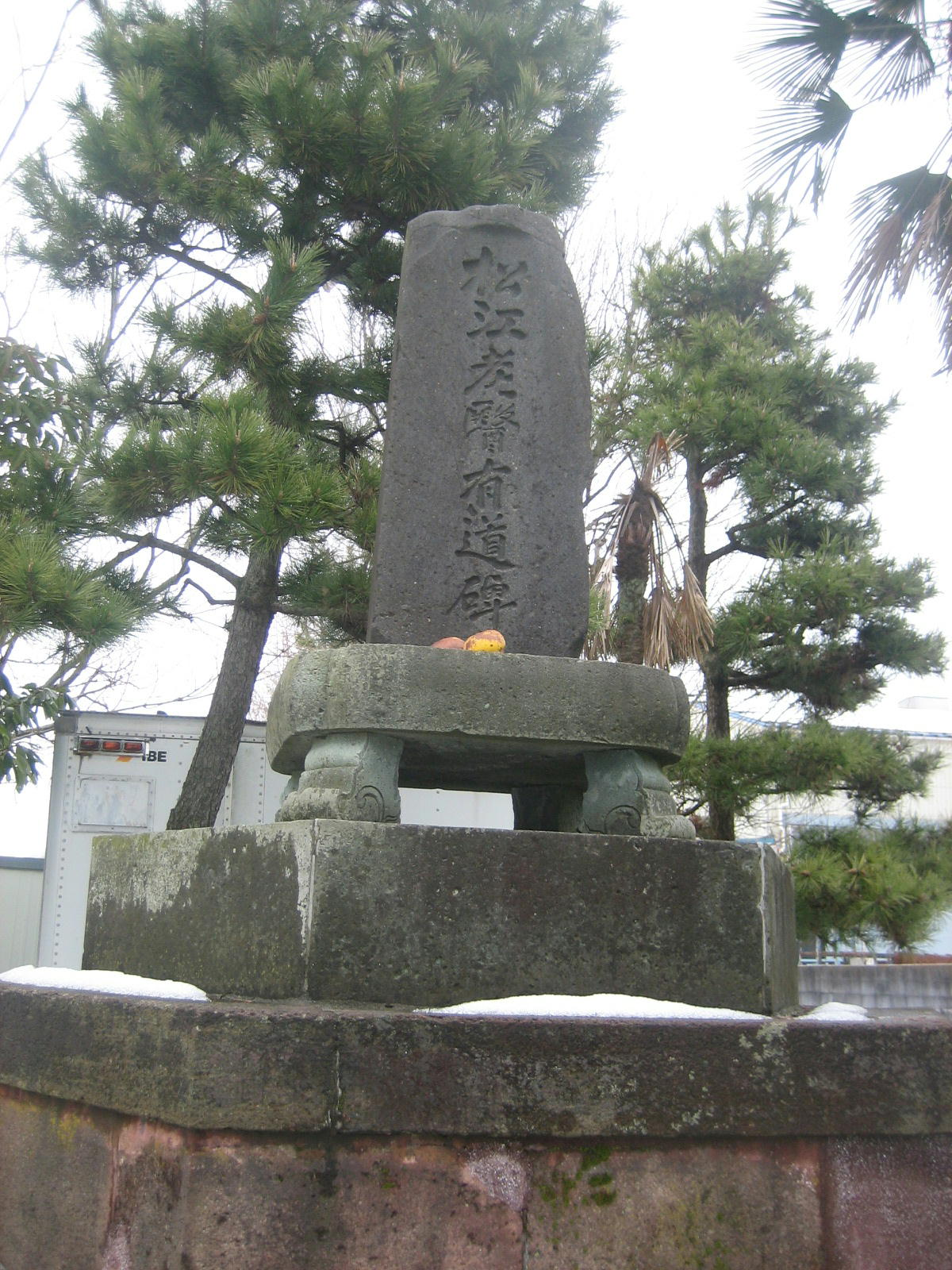
松江老医有道碑

石川県で初めて人体解剖が行われたのは1870年（明治3年）7月で、解剖されたのは断獄（監獄署＝刑務所）の処刑者であった。以降、1883年10月に至る13年間の間に約20人が解剖されたが、皆すべて処刑者である。
1883年（明治16年）4月25日、松江は当時石川郡押野村矢木荒屋（現金沢市上荒屋町）住んでいた竹川リン（43歳）という女性を松江病院で解剖した。当時、日本では一般人の解剖は法的に許されておらず、勇気あるリンの献体遺言と松江の勇断によって、篤志解剖第一号が徳丸の地で行なわれた。
松江の温厚な人柄を讃え、人侠心にとみ貧窮な村民に対して無料診療に従事した事により村民が建てた「松江老医有道碑」が、松任市東明小学校の校庭脇（旧国道脇より移設）にある。

## 関連人物
- 加賀大介 - 妻、道子（旧姓、高橋道子）は松江の大姪にあたる。
- 松江陽一 - 映画プロデューサー